# الخطوط الجوية عبر أوروبا
الخطوط الجوية عبر أوروبا ، يشار إليها عادةً بالأحرف الأولى من اسمها TEA ، كانت شركة طيران بلجيكية عملت من عام 1971 إلى عام 1991. كان مقرها الرئيسي في المبنى رقم 117 على أرض مطار ميلسبروك في ستينوكيرزيل ، بلجيكا. 

## تاريخ
تأسست TEA في أكتوبر 1970 على يد شركة الرحلات البلجيكية TIFA وجورج بي جوتيلمان. في عام 1971 بدأت الرحلات الجوية الشاملة بطائرة بوينج 720 مستعملة.  استحوذت شركة الطيران في البداية على أسطول من طائرات بوينج 707 وبوينج 720 المستعملة.
في أوائل سبعينيات القرن العشرين، أصبحت TEA أول شركة طيران تطلب طائرة إيرباص ثم قامت بعد ذلك بتشغيل الطراز الوحيد من طراز Airbus A300B1 لاستخدامه في الخدمة العامة - والذي يتميز بجسم الطائرة الأقصر وعدم وجود شرائح - حتى تقاعدها في نوفمبر 1990.
توسعت شركة الطيران، حيث قامت بتشغيل طائرة إيرباص A300 ثانية لفترة من الوقت وبدأت في الحصول على طائرات بوينج 737-200. استحوذت لاحقًا على شركة الرحلات السياحية البلجيكية SunSnacks، والتي ساعدت في تأسيسها في عام 1976، وأنشأت شركة تابعة، TEAMCO (شركة صيانة الخطوط الجوية عبر أوروبا) للتعامل مع صيانة طائراتها الخاصة وطائرات المشغلين الآخرين، المدنيين والعسكريين على حد سواء.
شاركت الشركة في عملية موسى في الفترة 1984-1985، ثم بدأت في التوسع بسرعة في أواخر الثمانينيات، وشكلت شركات تابعة في المملكة المتحدة (TEA-UK)، وفرنسا (TEA-FRANCE)، وإيطاليا (TEA-ITALY)، وسويسرا. (TEA-BASEL)، لكن الانكماش الاقتصادي العالمي في أوائل التسعينيات، والذي كان جزئيًا نتيجة لحرب الخليج ، أدى إلى توقفها عن العمل في 27 سبتمبر 1991. 
بعد فشلها، أدت أجزاء من المجموعة إلى ظهور شركات الطيران اللاحقة: الخطوط الجوية الأوروبية والخطوط الجوية الأوروبية البلجيكية (لاحقًا فيرجن إكسبريس )، وقامت إدارة الشركة التابعة في المملكة المتحدة، التي كانت تدير سابقًا خطوط أوريون الجوية ، بتشكيل خطوط إكسكاليبور الجوية . استمرت شركة TEA Switzerland في التجارة بنجاح، وتم شراؤها في نهاية المطاف من قبل شركة easyJet في عام 1997 وأصبحت شركة easyJet Switzerland . ذهب جورج جوتيلمان لاحقًا لتأسيس CityBird ، والتي فشلت أيضًا في ركود الطيران الذي أعقب هجمات 11 سبتمبر 2001.

## سريع

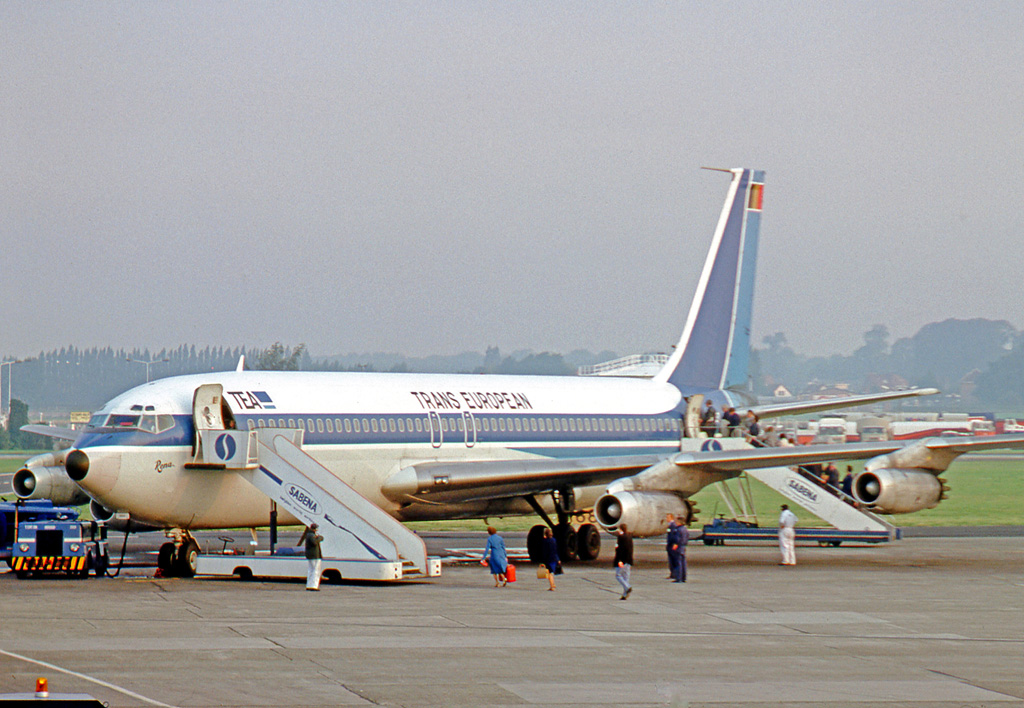
الإنتاج المبكر لطائرة Boeing 707-131 من TEA لتحميل الركاب عبر كلا بابي الوصول في مطار بروكسل في عام 1977

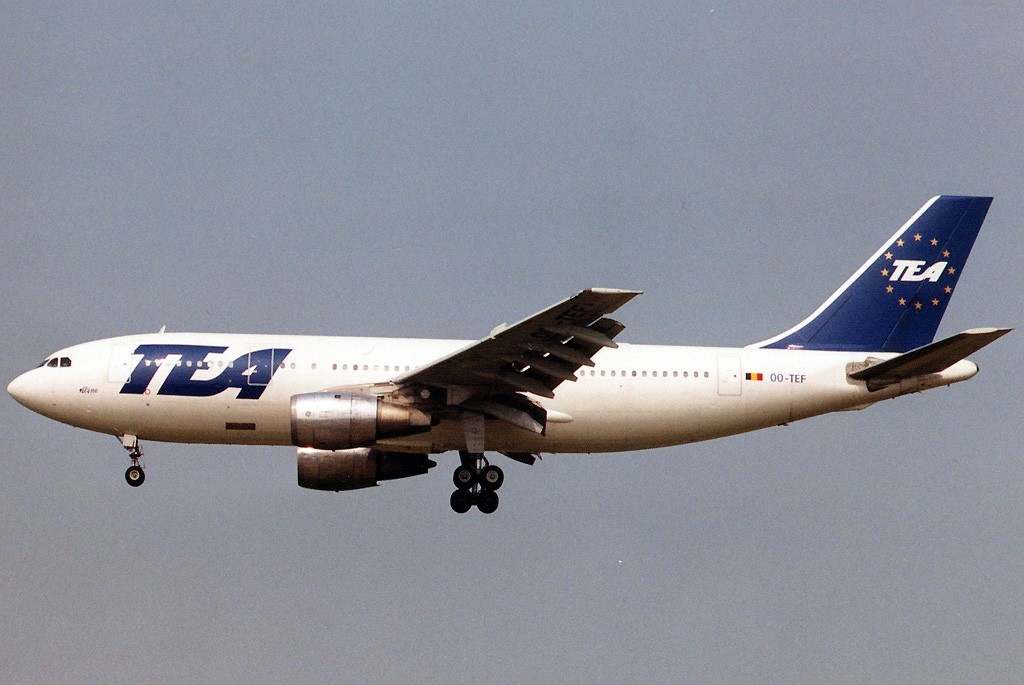
تي أيرباص A300 في عام 1990

قامت شركة الطيران بتشغيل أنواع الطائرات التالية في أوقات مختلفة من وجودها:
- ايرباص A300B1
- ايرباص A300B4
- ايرباص A310-300
- بوينغ 707-120
- بوينغ 707-320
- بوينغ 720
- بوينغ 737-200
- بوينغ 737-300
- بريستول وايفارير
- كوكبة لوكهيد L-049

## روابط خارجية
- بيانات[وصلة مكسورة]
- معلومات تاريخية مختصرة
- الموقع التاريخي البلجيكي
- تاريخ الأسطول
- صور الشاي
- صور الشاي والشعار